# Santos Pastor
Santos Pastor Prieto (Castrogonzalo, Zamora, 1951 - Madrid, 5 de enero de 2010) fue un economista y jurista español.

## Biografía
Catedrático en las Universidades de Extremadura, (Facultad de Derecho, UNEX) Carlos III de Madrid, España (UC3M) y Complutense de Madrid, España (UCM). Fundador del Instituto Universitario de Derecho y Economía (IUDEC_UC3M) y del Centro de Investigaciones en Derecho y Economía (CINDE_UCM).
En distintos periodos realizó labores de asesoramiento e investigación para los Ministerios españoles de Economía y de Justicia, la Comisión General de Codificación y el Consejo General del Poder Judicial de España, así como para el Consejo de Europa, Banco Mundial, Banco Interamericano de Desarrollo y Naciones Unidas.
Fue además vocal del consejo de redacción y evaluador de revistas de su especialidad, cofundador del European Research Network on Judicial Systems (1999) y de la European Association of Law and Economics (1984). Investigador habitual en proyectos sobre la mejora del desempeño de los sistemas judiciales y el análisis de sus efectos en el crecimiento económico, y desde principios del año 2004 director del Observatorio Justicia y Empresa, en Madrid, España. Colaborador regular del Grupo contra la Pobreza de la Infancia.

## Premios
Premio a la investigación universitaria (España, 1980), becario Fulbright (1982-1983), premio Círculo de Empresarios (España, 2001), y Visiting Scholar, Profesor Visitante y John Olin Research Scholar en las Universidades de Stanford, Wales, Harvard y Berkeley. 

## Libros publicados
- Reforma Judicial y Economía de Mercado (coautor) (Círculo de Empresarios, Madrid, 2001).
- ¡Ah de la Justicia! Política Judicial y Economía (Civitas, Madrid, 1993).
- Economía y Sistema Jurídico. Una Introducción al Análisis Económico del Derecho. (Tecnos, Madrid, 1989).
- Estadísticas e Indicadores Armonizados de los Sistemas Judiciales (Conferencia de Ministros de Justicia de los Países Iberoamericanos –COMJIB-. Madrid, 2008)
- Aportaciones sobre Justicia y Empresa (coautor) (Thomson-Aranzadi, Madrid, 2007).
- La litigiosidad tributaria: un análisis jurídico y económico (coautor) (Instituto de Estudios Fiscales, Madrid, 2006).
- Cifrar y Descifrar) (coautor) Vol. I. Manual para generar, recopilar, difundir y homologar estadísticas e indicadores judiciales; Vol II. Indicadores Judiciales para las Américas. (Centro de Estudios de Justicia de las Américas –CEJA-, 2005).
- Coding and Decoding (coautor) Vol. I. A manual for generating and validating judicial statistics. Vol. II. Judicial Indicators for the Americas. (Organización de Estados Americanos (OEA), Santiago de Chile, 2005).
- El Coste de la Justicia (co-coordinador). (Dykinson y Consejo General del Poder Judicial, Madrid, 2003).
- Estudio sobre la litigiosidad civil sustanciada ante los Juzgados de Primera Instancia y Primera Instancia e Instrucción. Un análisis muestral (coautor). (Consejo General del Poder Judicial; Libro Blanco de la Justicia, Madrid, 1997).
- Intervención Notarial y Litigiosidad Civil. (Colegios Notariales de España, Madrid, 1995).

## Otras publicaciones
- Más de sesenta artículos sobre Economía, Política y Reforma Judicial, Análisis Económico del Derecho, Economía del Sector Público y Regulación Económica.